# Rajdowe Mistrzostwa Europy 1960
Sezon Rajdowych Mistrzostw Europy 1960 był 8 sezonem Rajdowych Mistrzostw Europy (FIA European Rally Championship). Składał 13 rajdów, rozgrywanych w Europie.

## Kalendarz[1]
| Runda | Data                       | Nazwa rajdu                                         | Zwycięzca             | Wyniki |
| ----- | -------------------------- | --------------------------------------------------- | --------------------- | ------ |
| 1     | 19-23 stycznia             | 29. Rallye Automobile de Monte-Carlo                | Walter Schock         | Wyniki |
| 2     | 7-9 kwietnia               | 29. Rallye International de Genève                  | Roger de Lageneste    | Wyniki |
| 3     | 3-7 maja                   | 12. Tulpenrallye                                    | Guy Verrier           | Wyniki |
| 4     | 19-22 maja                 | 8. Rajd Akropolu                                    | Walter Schock         | Wyniki |
| 5     | 26-29 maja                 | 31. Int. Österreichische Alpenfahrt                 | Ferdinand Mitterbauer | Wyniki |
| 6     | 13-18 czerwca              | 11. Svenska Rallyt till Midnattssolen               | Carl-Magnus Skogh     | Wyniki |
| 7     | 26-30 czerwca              | 21. Critérium Int. de la Montagne - Coupe des Alpes | Roger de Lageneste    | Wyniki |
| 8     | 19-21 sierpnia             | 10. Jyväskylän Suurajot - Rally of 1000 Lakes       | Carl-Otto Bremer      | Wyniki |
| 9     | 30 sierpnia-4 września     | 19. Liège-Rome-Liège                                | Pat Moss-Carlsson     | Wyniki |
| 10    | 8-12 września              | 20. Rajd Polski                                     | Walter Schock         | Wyniki |
| 11    | 16-18 września             | 10. Rajd Wikingów                                   | Carl-Magnus Skogh     | Wyniki |
| 12    | 28 września-2 października | 4. AvD/ADAC Deutschland Rallye                      | Gunnar Andersson      | Wyniki |
| 13    | 16-21 listopada            | 9. RAC international Rally of Great Britain         | Erik Carlsson         | Wyniki |

## Klasyfikacja kierowców[1]
| Msc. | Kierowca         | MON | CHE | NLD | GRE | AUT | SWE | FRA | FIN | BEL | POL | NOR | GER | GBR | Punkty |
| ---- | ---------------- | --- | --- | --- | --- | --- | --- | --- | --- | --- | --- | --- | --- | --- | ------ |
| 1    | Walter Schock    | 1   | 5   | 3   | 1   |     |     |     | NU  |     | 1   | 22  | 4   | NU  | ?      |
| 2    | René Trautmann   | 83  | 2   |     |     |     | 16  | 6   | 9   | NU  | 5   |     | 2   | NU  | ?      |
| 3    | Gunnar Andersson | NU  | 10  | 9   | 6   |     | 3   | NU  | 4   |     |     | 3   | 1   |     | ?      |

| Kolor     | Opis                   |
| --------- | ---------------------- |
| Złoty     | Zwycięzca              |
| Srebrny   | 2. miejsce             |
| Brązowy   | 3. miejsce             |
| Zielony   | Punktowane miejsce     |
| Niebieski | Ukończył nie punktował |
| Fioletowy | Nie ukończył NU        |
| Czarny    | Wykluczony X           |
| Biały     | Nie wystartował NW     |
| Puste     | Nie brał udziału       |

| Msc. | Kierowca         | MON | CHE | NLD | GRE | AUT | SWE | FRA | FIN | BEL | POL | NOR | GER | GBR | Punkty |
| ---- | ---------------- | --- | --- | --- | --- | --- | --- | --- | --- | --- | --- | --- | --- | --- | ------ |
| 1    | Walter Schock    | 1   | 5   | 3   | 1   |     |     |     | NU  |     | 1   | 22  | 4   | NU  | ?      |
| 2    | René Trautmann   | 83  | 2   |     |     |     | 16  | 6   | 9   | NU  | 5   |     | 2   | NU  | ?      |
| 3    | Gunnar Andersson | NU  | 10  | 9   | 6   |     | 3   | NU  | 4   |     |     | 3   | 1   |     | ?      |

| Kolor     | Opis                   |
| --------- | ---------------------- |
| Złoty     | Zwycięzca              |
| Srebrny   | 2. miejsce             |
| Brązowy   | 3. miejsce             |
| Zielony   | Punktowane miejsce     |
| Niebieski | Ukończył nie punktował |
| Fioletowy | Nie ukończył NU        |
| Czarny    | Wykluczony X           |
| Biały     | Nie wystartował NW     |
| Puste     | Nie brał udziału       |